# Sofía Rito
Sofía Rito Enocksson (Estocolmo,  2 de noviembre de 1985) es una deportista en levantamiento de pesas sueca, nacionalizada uruguaya.
Hija de Lotta Enocksson y Julio Rito.
Es instructora de deportes, levantadora de pesas y moza en un restaurante. 
Compite en la categoría de 53 kg en representación de Uruguay en las competiciones internacionales. Ella compitió por Uruguay en los Juegos Olímpicos de Río de Janeiro 2016. 
La representante uruguaya logró levantar 82 kilos y no alcanzó los 87 que se propuso, terminando en el sexto puesto del grupo B, que lo lideró Kanae Yagi con 186 kilos.
Sofía Rito fue una presencia  histórica para el deporte uruguayo por la disciplina y el género.

## Competencias
- 2015,  Campeona sueca de -53 k.
- 2015,  38.ª entre 39 en el Mundial de Houston  (64 k en arranque y 83 k en envión)
- 2016,  7ª entre 8 en el test event de Río (86 k en envión)
- 2016, 12.ª entre 19 del Campeonato Panamericano de Cartagena de Indias (67 k en arranque).